# Portaerei in servizio
Le liste a seguire includono tutte le portaerei del mondo in servizio, manutenzione, costruzione o in fase di aggiornamento al 2025.
La lista comprende solo le portaerei e non include le navi d'assalto anfibio e le portaelicotteri.
Nell'elenco è inclusa anche la HTMS Chakri Naruebet, appartenente alla Thailandia, anche se non è più operativa come portaerei dal 2006, quando la componente aerea imbarcata – basata sugli Harrier – è stata dismessa.

## Elenco completo per stato
| Stato       | Marina              | Attive            | In riserva | In corso di prove | In costruzione |
| ----------- | ------------------- | ----------------- | ---------- | ----------------- | -------------- |
| Cina        | Marina dell'EPL     | 2                 | 0          | 0                 | 1              |
| Francia     | Marine nationale    | 1                 | 0          | 0                 | 0              |
| Giappone    | Kaijō Jieitai       | 2                 | 0          | 0                 | 0              |
| India       | Indian Navy         | 2                 | 0          | 0                 | 0              |
| Italia      | Marina Militare     | 1                 | 0          | 0                 | 0              |
| Russia      | Voenno-morskoj flot | 1                 | 0          | 0                 | 0              |
| Thailandia  | Kongthap Ruea Thai  | 1 (non operativa) | 0          | 0                 | 0              |
| Regno Unito | Royal Navy          | 2                 | 0          | 0                 | 0              |
| Stati Uniti | U.S. Navy           | 10                | 0          | 0                 | 2              |

## Portaerei in servizio
| Stato       | Nome e distintivo ottico          | Lunghezza fuori tutto | Dislocamento a pieno carico | Classe               | Propulsione   | Tipo    | Classificazione           | In servizio       |
| ----------- | --------------------------------- | --------------------- | --------------------------- | -------------------- | ------------- | ------- | ------------------------- | ----------------- |
| Cina        | Liaoning (16)                     | 304,5 m (999 ft)      | 59 100 t (58 200 LT)        | Admiral Kuznecov     | Convenzionale | STOBAR  | Portaerei                 | 25 settembre 2012 |
| Cina        | Shandong (17)                     | 315 m (1 033 ft)      | 70 000 t (69 000 LT)        | Type 001A            | Convenzionale | STOBAR  | Superportaerei            | 19 dicembre 2019  |
| Francia     | Charles de Gaulle (R 91)          | 261,5 m (858 ft)      | 42 000 t (41 000 LT)        | -                    | Nucleare      | CATOBAR | Portaerei                 | 18 maggio 2001    |
| Giappone    | Izumo (DDH-18)                    | 248 m (814 piedi)     | 27.000 t                    | Izumo                | Convenzionale | STOVL   | Portaerei da 2021         | 25 marzo 2015     |
| Giappone    | Kaga (DDH-184)                    | 248 m (814 piedi)     | 27.000 t                    | Izumo                | Convenzionale | STOVL   | Portaerei dal 2022        | 22 marzo 2017     |
| India       | INS Vikramaditya (R33)            | 284 m (932 ft)        | 44 500 t (43 800 LT)        | Kiev                 | Convenzionale | STOBAR  | Portaerei                 | 16 novembre 2013  |
| India       | INS Vikrant                       | 262 metri (860 piedi) | 45.000 t                    | Vikrant              | Convenzionale | STOBAR  | Portaerei                 | 2 settembre 2022  |
| Italia      | Cavour (550)                      | 244 m (801 ft)        | 27 100 t (26 700 LT)        | -                    | Convenzionale | STOVL   | Portaerei                 | 10 giugno 2009    |
| Russia      | Admiral Kuznecov (063)            | 302,3 m (992 ft)      | 58 600 t (57 700 LT)        | Admiral Kuznecov     | Convenzionale | STOBAR  | Portaerei                 | 20 gennaio 1991   |
| Regno Unito | HMS Queen Elizabeth (R08)         | 280 m (920 ft)        | 65 000 t (64 000 LT)        | Queen Elizabeth      | Convenzionale | STOVL   | Superportaerei            | 7 dicembre 2017   |
| Regno Unito | HMS Prince of Wales (R09)         | 280 m (920 ft)        | 65 000 t (64 000 LT)        | Queen Elizabeth      | Convenzionale | STOVL   | Superportaerei            | 10 dicembre 2019  |
| Thailandia  | HTMS Chakri Naruebet (911)        | 182,6 m (599 ft)      | 11 486 t (11 305 LT)        | Príncipe de Asturias | Convenzionale | STOVL   | Portaerei (non operativa) | 27 marzo 1997     |
| Stati Uniti | USS Nimitz (CVN-68)               | 340 m (1 115 ft)      | 102 820 t (101 196 LT)      | Nimitz               | Nucleare      | CATOBAR | Superportaerei            | 3 maggio 1975     |
| Stati Uniti | USS Dwight D. Eisenhower (CVN-69) | 335 m (1 098 ft)      | 103 345 t (101 713 LT)      | Nimitz               | Nucleare      | CATOBAR | Superportaerei            | 18 ottobre 1977   |
| Stati Uniti | USS Carl Vinson (CVN-70)          | 333 m (1 092 ft)      | 102 756 t (101 133 LT)      | Nimitz               | Nucleare      | CATOBAR | Superportaerei            | 13 febbraio 1982  |
| Stati Uniti | USS Theodore Roosevelt (CVN-71)   | 333 m (1 092 ft)      | 105 148 t (103 487 LT)      | Nimitz               | Nucleare      | CATOBAR | Superportaerei            | 25 ottobre 1986   |
| Stati Uniti | USS Abraham Lincoln (CVN-72)      | 333 m (1 092 ft)      | 105 783 t (104 112 LT)      | Nimitz               | Nucleare      | CATOBAR | Superportaerei            | 11 novembre 1989  |
| Stati Uniti | USS George Washington (CVN-73)    | 333 m (1 092 ft)      | 105 686 t (104 017 LT)      | Nimitz               | Nucleare      | CATOBAR | Superportaerei            | 4 luglio 1992     |
| Stati Uniti | USS John C. Stennis (CVN-74)      | 333 m (1 092 ft)      | 105 000 t (103 300 LT)      | Nimitz               | Nucleare      | CATOBAR | Superportaerei            | 9 dicembre 1995   |
| Stati Uniti | USS Harry S. Truman (CVN-75)      | 333 m (1 092 ft)      | 103 005 t (101 378 LT)      | Nimitz               | Nucleare      | CATOBAR | Superportaerei            | 25 luglio 1998    |
| Stati Uniti | USS Ronald Reagan (CVN-76)        | 333 m (1 092 ft)      | 99 811 t (98 235 LT)        | Nimitz               | Nucleare      | CATOBAR | Superportaerei            | 12 luglio 2003    |
| Stati Uniti | USS George H. W. Bush (CVN-77)    | 333 m (1 092 ft)      | 99 811 t (98 235 LT)        | Nimitz               | Nucleare      | CATOBAR | Superportaerei            | 10 gennaio 2009   |
| Stati Uniti | USS Gerald R. Ford (CVN-78)       | 333 m (1 092 ft)      | 100 000 t (100 000 LT)      | Gerald R. Ford       | Nucleare      | CATOBAR | Superportaerei            | 22 luglio 2017    |

## Portaerei future
| Stato       | Nome e distintivo ottico     | Lunghezza fuori tutto | Dislocamento a pieno carico         | Classe         | Propulsione | Tipo    | Classificazione | Stato          |
| ----------- | ---------------------------- | --------------------- | ----------------------------------- | -------------- | ----------- | ------- | --------------- | -------------- |
| Cina        | TBD (18)                     | TBD                   | 85 000 t (84 000 LT)                | Type 002       | TBD         | TBD     | Superportaerei  | in costruzione |
| Cina        | TBD (19)                     | TBD                   | 110 000 t (110 000 LT)              | Type 003       | TBD         | TBD     | Superportaerei  | in progetto    |
| India       | INS Vishal (R55)             | 300 m (980 ft)        | 65 000 t (64 000 LT)                | Vikrant        | TBD         | CATOBAR | Superportaerei  | in progetto    |
| Russia      | TBD                          | 330 m (1 080 ft)      | 90 000–100 000 t (89 000–98 000 LT) | 23000 Shtorm   | TBD         | TBD     | Superportaerei  | in progetto    |
| Stati Uniti | USS John F. Kennedy (CVN-79) | 333 m (1 092 ft)      | 100 000 t (100 000 LT)              | Gerald R. Ford | Nucleare    | CATOBAR | Superportaerei  | in costruzione |
| Stati Uniti | USS Enterprise (CVN-80)      | 333 m (1 092 ft)      | 100 000 t (100 000 LT)              | Gerald R. Ford | Nucleare    | CATOBAR | Superportaerei  | in costruzione |
| Stati Uniti | USS Dorris Miller (CVN-81)   | 333 m (1 092 ft)      | 100 000 t (100 000 LT)              | Gerald R. Ford | Nucleare    | CATOBAR | Superportaerei  | in costruzione |
| Stati Uniti | CVN-82                       | 333 m (1 092 ft)      | 100 000 t (100 000 LT)              | Gerald R. Ford | Nucleare    | CATOBAR | Superportaerei  | ordinata       |